# 三瓶そば
三瓶そば（さんべそば）は、島根県大田市大田市三瓶町および山口町（旧・山口村）で古くから栽培されてきたソバ。2020年3月30日に地理的表示として登録された。

## 概要
日本在来種のソバであり、三瓶山の標高500メートルで生産されている。この付近の土壌は黒ボク土であり、昼夜の寒暖差が大きいことからソバの栽培に適している。また、三瓶そばの生産地は周囲を山に囲われていることから、他のソバ品種の生産地とは地理的に離れているため、交雑が生じ難くなっている。
ソバの実は苦味の強さに起因して、深みのある濃い味をしており、粘りの良さもあって製粉会社や蕎麦屋から評価が高い。

## 歴史
三瓶山でソバの栽培が始まったのは、1700年代後半ごろとされている。安永2年（1773年）ごろに三瓶山麓で薬用人参の栽培が始まるとソバの栽培も共に盛んになった。ソバは、米、アワ、クマゴ（熊子、アワの一種）に次ぐ重要な食用となり、祭礼や年越し蕎麦、家の祝い事などに食膳を飾っていた。
明治10年（1877年）3月には三瓶温泉に入湯浴場ができたことで、入湯客の食膳に三瓶そばから作った蕎麦が供されるようになり、明治の後半　三瓶温泉が大日本帝国陸軍の陸軍演習場になったことで酒保で蕎麦を売り出したことで、三瓶そばの知名度は高まっていった。
第二次世界大戦後の食糧難だったころは、ほどんどの家にソバ畑があったが、食糧が豊かになる昭和30年後半から、また農家の高齢化が進んだために、三瓶そばの生産者は減少していった。